# 戴玉林
戴玉林（1959年4月—），江苏南京人，中华人民共和国政治人物。辽宁财经学院毕业。

## 生平
1976年12月参加工作。1978年9月，在辽宁财经学院读本科。1982年7月，任辽宁财经学院助教。1985年11月加入中国共产党。1988年7月，任东北财经大学讲师、副教授、教授。
1998年4月，任大连市金融管理办公室主任。1998年8月，任大连市人民政府副秘书长。1998年12月，任大连市市长助理。2001年5月，任大连市副市长。2008年5月，任中共大连市委常委、大连市人民政府副市长。2010年8月，任中共丹东市委书记、军分区党委第一书记。
2015年1月，任中共辽宁省委常委，同年4月兼任辽宁省总工会主席。2016年12月，不再担任中共辽宁省委常委，任辽宁省政协党组成员。2017年1月，当选辽宁省政协副主席，2023年1月卸任。